# Tim Meyer (Fußballspieler)
Tim Meyer (* 11. Mai 2005) ist ein deutscher Fußballspieler.

## Karriere
Meyer begann seine Karriere beim Chemnitzer FC. Zur Saison 2019/20 wechselte er in die Jugend von RB Leipzig. Zur Saison 2021/22 rückte er in den Kader von Leipzigs B-Junioren, ab der Saison 2022/23 spielte er für die A-Junioren.
Zur Saison 2024/25 wechselte Meyer zum österreichischen Zweitligisten SV Lafnitz, bei dem er einen bis 2026 laufenden Vertrag erhielt. Sein Debüt in der 2. Liga gab er im August 2024, als er am fünften Spieltag jener Saison gegen die SV Ried in der 86. Minute für Stefan Trimmel eingewechselt wurde. Dies blieb sein einziger Ligaeinsatz für Lafnitz, das zu Saisonende aus der 2. Liga abstieg. Für die Amateure der Steirer kam er zu 19 Einsätzen in der Landesliga, auch Lafnitz II stieg zu Saisonende ab.
Zur Saison 2025/26 kehrte er nach Deutschland zurück und wechselte zu Regionalligist FSV 63 Luckenwalde.